# Adolph Marx
Adolph Marx (* 18. Februar 1915 in Köln; † 1. November 1965 ebenda) war ein deutsch-US-amerikanischer Geistlicher und erster römisch-katholischer Bischof von Brownsville in Texas.

## Leben
Adolph Marx besuchte die Schule in Köln. 1934 emigrierte er die Vereinigten Staaten. Dort studierte er von 1934 bis 1940 Philosophie und Katholische Theologie am Priesterseminar St. Mary in La Porte. Am 2. Mai 1940 empfing Marx in Corpus Christi durch den Bischof von Corpus Christi, Emmanuel Boleslaus Ledvina, das Sakrament der Priesterweihe für das Bistum Corpus Christi. Anschließend setzte er seine Studien an der Katholischen Universität von Amerika in Washington, D.C. fort und wurde 1943 mit der Arbeit The declaration of nullity of marriages contracted outside the church („Die Nichtigkeitserklärung von außerhalb der Kirche geschlossene Ehen“) im Fach Kanonisches Recht promoviert.
Marx war anschließend als persönlicher Sekretär des Bischofs von Corpus Christi, Emmanuel Boleslaus Ledvina, tätig. 1947 erhielt er die US-amerikanische Staatsbürgerschaft. Von 1948 bis 1950 war Marx Pfarrer der Pfarrei Holy Cross in Corpus Christi, bevor er Verantwortlicher für die Berufungspastoral im Bistum Corpus Christi wurde. Daneben fungierte er ab 1948 als Kanzler der Kurie. Papst Pius XII. verlieh ihm am 11. August 1948 den Titel Päpstlicher Ehrenkämmerer und am 17. Juni 1950 den Titel Päpstlicher Hausprälat.
Am 6. Juli 1956 ernannte ihn Papst Pius XII. zum Weihbischof in Corpus Christi und zum Titularbischof von Citrus. Die Bischofsweihe spendete ihm der Bischof von Corpus Christi, Mariano Simon Garriga, am 9. Oktober desselben Jahres in der Corpus Christi Cathedral in Corpus Christi; Mitkonsekratoren waren der Weihbischof in Cleveland, John Joseph Krol, und der Weihbischof in Louisville, Charles Garrett Maloney. Sein Wahlspruch Plenitudo Legis Dilectio („Die Liebe ist die Erfüllung des Gesetzes“) stammt aus Röm 13,10 . Als Weihbischof war Marx ab 1957 zudem Generalvikar und ab 1962 Offizial des Bistums Corpus Christi. Ferner war er ab 1964 Diözesankonsultor. Außerdem nahm Marx an allen vier Sitzungsperioden des Zweiten Vatikanischen Konzils teil.
Am 9. Juli 1965 bestellte ihn Papst Paul VI. zum Bischof des neugegründeten Bistums Brownsville. Die Amtseinführung erfolgte am 2. September desselben Jahres. Bereits am 1. November 1965 verstarb Adolph Marx während eines Heimatbesuchs in Köln plötzlich infolge eines Herzinfarkts. Er wurde in die Vereinigten Staaten überführt und in der Kathedrale Immaculate Conception in Brownsville beigesetzt.

## Schriften
- The declaration of nullity of marriages contracted outside the church. Catholic University of America Press, Washington, D.C. 1943, OCLC 705812.
- The Question of Those Baptized „In Ecclesia Catholica“. In: The Jurist. Band 18, 1958, S. 453–458.